# Ernesto Galli della Loggia
Ernesto Galli della Loggia (Roma, 18 luglio 1942) è uno storico italiano, editorialista del Corriere della Sera.

## Biografia
Studente all'Università "La Sapienza" negli anni 1960, definisce il suo ambito di studi grazie all'incontro con Gian Paolo Nitti, che lo indirizza verso la storiografia. Nitti lo presenta ad Ernesto Rossi, che apre Galli Della Loggia allo studio dei fattori economici. Nel 1966 si laurea in Scienze politiche.
Successivamente è a Torino, come ricercatore, presso la Fondazione Luigi Einaudi sotto la guida di Leo Valiani, dove approfondisce il rapporto tra banca e industria nello sviluppo economico italiano. Collaboratore di Quaderni storici all'inizio del 1970, pubblica saggi sull'imprenditoria italiana, sull'analisi marxista, sull'imperialismo e, per gli Annali Feltrinelli, sull'analisi del capitalismo nella Terza Internazionale.
Insegna dal 1972 al 1975 Storia economica italiana presso la facoltà di Scienze economiche e bancarie dell'Università di Siena, per poi diventare professore incaricato di Storia contemporanea presso la facoltà di Lettere e filosofia dell'Università di Perugia. In seguito avvia la collaborazione con la rivista Mondoperaio, fondata da Pietro Nenni, fucina del variegato pensiero socialista. Nel 1978 è membro della direzione del periodico.
Negli anni ottanta approfondisce lo studio di John Locke (1632-1704) e di Alexis de Tocqueville (1805-1859), che lo avvicinano alla cultura politica anglosassone. Galli Della Loggia si distacca dal partitismo italiano, di cui vede con molta più chiarezza le tendenze degenerative (partitocrazia). Nel 1984-85 dirige il mensile «Pagina» insieme a Giampiero Mughini, Paolo Mieli, Riccardo Chiaberge e Massimo Fini.
Nel 1987 è nominato professore ordinario di Storia dei partiti e movimenti politici presso la facoltà di Scienze politiche dell'Università di Perugia. Nel 1990 entra a far parte del Consiglio direttivo della "Società italiana per lo studio della storia contemporanea" (SISSCO). Nel 1995 fonda il mensile Liberal, di cui sarà direttore fino al 1998. Dal 1993 è editorialista del Corriere della Sera. È membro del comitato scientifico della Fondazione Italia USA.
Dal 2005 al 2007 è stato preside della Facoltà di Filosofia dell'Università Vita-Salute San Raffaele di Milano (con sede a Palazzo Arese Borromeo, Cesano Maderno), ove è stato professore ordinario di Storia contemporanea fino all'ottobre 2009. Dal novembre 2009 fino al 2015 è stato in organico come ordinario di Storia contemporanea presso l'Istituto Italiano di Scienze Umane (SUM) e direttore del corso di dottorato di ricerca in Filosofia della storia, istituito dal SUM in collaborazione con l'Università Vita-Salute San Raffaele.
Galli Della Loggia ha all'attivo un'esperienza politica: alle elezioni politiche del 1992 si è candidato in varie circoscrizioni per la lista Sì Referendum senza risultare eletto. È stato membro del comitato scientifico del programma televisivo Rai 3 Il tempo e la storia dal 2013 al 2017 e in seguito in quello di Passato e presente, programma della stessa rete con replica su Rai Storia.

## Incarichi
- Istituto Italiano di Scienze Umane (SUM): professore ordinario di Storia contemporanea;
- Fondazione Italia USA: membro del Comitato direttivo;
- "Società italiana per lo studio della storia contemporanea" (SISSCO): membro del Comitato direttivo;
- Corriere della Sera: editorialista.

## Interventi culturali
L'intervento culturale di Ernesto Galli Della Loggia nel 1998, con la pubblicazione del libro L'identità italiana, prende in esame l'autocoscienza, lo Stato, le Chiese, le culture in Italia. In questo libro oltre a fare un'analisi scientifica degli aspetti geografici e storici dell'Italia, dal paesaggio e dall'ambiente, l'eredità latina e l'eredità cristiana cattolica, lo sviluppo delle città e delle regioni, il familismo e l'invadenza della politica, si aggiunge un racconto autobiografico che oltre a ricerca personale dei modi concreti e dei pensieri, delle emozioni, dal sorgere della Repubblica, ha vissuto in questi decenni l'appartenenza al proprio Paese, in che modo egli si è sentito (o non sentito) italiano.
Si è formato negli ambienti della sinistra non comunista; infatti, in un'intervista pubblicata nel 2012 ha dichiarato che pur non essendo "mai stato comunista", votò per il Partito Comunista Italiano "fino a metà degli anni Settanta"; poi però si convinse, "negli anni di piombo, che il terrorismo era il punto di arrivo dell'ideologia leninista". A tal proposito, in occasione dell'anniversario del 25 aprile, nel 2007 ha analizzato il problema dell'anomalia italiana in riferimento al terrorismo. Secondo il suo punto di vista, l'Italia risulta essere il solo grande paese europeo dove il terrorismo politico ha una sua lunga cittadinanza, con l'eccezione dell'Irlanda del Nord e del Paese basco, che hanno problematiche differenti. Egli ritiene che ciò sia dovuto ad un fondo di violenza proprio della società italiana. L'interpretazione ha suscitato consensi e dissensi.
Ernesto Galli della Loggia, facendo un bilancio sul paese Italia, alla fine del 2010, dice che abbiamo un sistema scolastico che rende poco; una burocrazia, sia centrale che locale, sovrabbondante e molto incapace; una giustizia approssimativa e tarda; una criminalità organizzata che non ha eguali all'estero; le periferie delle grandi città sono fra le più brutte del mondo e invivibili; la rete degli acquedotti è tutta rotta; il territorio dopo una lunga pioggia è sconvolto da frane e alluvioni. Musei, siti archeologici e biblioteche fanno pena. Ciò che è pubblico, concorsi, appalti, è preda della corruzione. Le condizioni economiche: tasse ed evasione fiscale fra le più alte d'Europa, gli operai percepiscono i salari più bassi della media di tutta l'Unione europea; il sistema pensionistico è fra i più esosi d'Europa. Il debito pubblico, creato da Tangentopoli, strangola le casse dello Stato mentre il pagamento degli interessi dei Titoli di Stato, emessi per coprire il debito pubblico, impedisce di iniziare qualunque sviluppo. Nessuno dall'estero viene a fare investimenti, però multinazionali straniere si appropriano di quel che resta del meglio delle nostre aziende; contemporaneamente la deindustrializzazione va avanti e la disoccupazione giovanile è molto alta.
In un editoriale del 2012, parla di come i partiti siano stati messi da parte e della riforma della legge elettorale e della Costituzione al riguardo dei poteri pubblici.
Un intervento culturale sull'argomento Etica e Democrazia del 9 febbraio 2012, parla della libertà in un sistema democratico, dibattendo il problema se ci può essere in una democrazia un valore collettivo vincolante e fino a che punto sia giusto porre dei limiti all'autodeterminazione di una persona. "A quali campi non si può né si deve applicare la libertà di ognuno di decidere che cosa è meglio per lui?".
Tracciando un bilancio della programmazione televisiva, il 16 febbraio 2012, affermò trattarsi di «trasmissioni di "varietà" prive d'inventiva e di un briciolo d'intelligenza. Presentatori e conduttori il più delle volte maldestri e improvvisati. Informazione ridotta all'osso, marginalizzata e quasi sempre politicamente omissiva e/o compiacente. Talk show immutabili negli anni, affollati di troppi "ospiti", e più interessati a farci sapere che cosa pensano Formigoni o la Marcegaglia che a farci capire i termini dei problemi».

## Vita privata
È sposato con la storica e giornalista Lucetta Scaraffia.

## Opere
- Problemi di sviluppo industriale e nuovi equilibri politici alla vigilia della Prima guerra mondiale. La fondazione della Banca Italiana di Sconto, in Rivista Storica Italiana, A. 82, fasc.IV., 1970.
- La Terza Internazionale e il destino del capitalismo: l'analisi di Evghenij Varga, in "Annali Feltrinelli", XV, 1973, Feltrinelli, 1974.
- Ideologie, classi e costumi, in Valerio Castronovo (a cura di), L'Italia contemporanea. 1945-1975, Torino, Einaudi, 1976.
- Marx e il problema della maggioranza nei regimi democratici, in Marxismo e democrazia nei paesi dell'Europa occidentale, Milano, FrancoAngeli, 1978.
- La crisi del "Politico", in Il trionfo del privato, Roma-Bari, Laterza, 1980.
- Profili di storia contemporanea, V, Il mondo contemporaneo (1945-1980), Bologna, Il Mulino, 1982.
- La politica e l'integrazione mitico-simbolica, in "Il Mulino", 288, luglio-agosto 1983.
- Lettera agli amici americani, Milano, A. Mondadori, 1986.
- Simbolo e mito nell'età della tecnica, con Aldo Carotenuto e Umberto Galimberti, in "Il Poliedro", A. 5., n. 15-16 lug.-dic. 1988.
- Le ceneri di Togliatti, con altri, Roma, Lucarini, 1991. ISBN 88-7033-480-5.
- Ambiguità di un antimito: spunti per lo studio dell'immagine dell'America nella sinistra europea del '900, in Studi in onore di Paolo Alatri, II, L'Italia contemporanea, Napoli, Edizioni scientifiche italiane, 1991.
- Una guerra femminile? Ipotesi sul mutamento dell'ideologia e dell'immaginario occidentali tra il 1939 e il 1945, in Anna Bravo (a cura di), Donne e uomini nelle guerre mondiali, Roma-Bari, Laterza, 1991. ISBN 88-420-3817-2.
- Modus vivendi, Roma-Bari, Laterza, 1992. ISBN 88-420-4021-5.
- La democrazia immaginaria. L'azionismo e l'"ideologia italiana", in "Il Mulino", 346, marzo-aprile 1993.
- Intervista sulla destra, Roma-Bari, Laterza, 1994. ISBN 88-420-4433-4.
- La morte della patria. La crisi dell'idea di nazione tra Resistenza, antifascismo e Repubblica, Roma-Bari, Laterza, 1996. ISBN 88-420-4867-4.
- Sostiene Berlinguer. La scuola brucia, chi la salverà?, con Alberto Abruzzese e Cesare De Michelis, Venezia, Marsilio, 1997. ISBN 88-317-6744-5.
- L'identità italiana, Bologna, il Mulino, 1998. ISBN 88-15-06612-8.
- Miti e storia dell'Italia unita, con Giovanni Belardelli, Luciano Cafagna e Giovanni Sabbatucci, Bologna, il Mulino, 1999. ISBN 88-15-07259-4.
- Le lontane origini dell'ideologia italiana. Alfredo Oriani e la "Rivolta Ideale", in "Nuova Storia Contemporanea", novembre-dicembre 1999.
- Vent'anni di impazienza. Scritti di politica e di battaglia, Firenze, Libri Liberal, 2001. ISBN 88-8270-005-4.
- Due nazioni. Legittimazione e delegittimazione nella storia dell'Italia contemporanea, a cura di e con Loreto Di Nucci, Bologna, il Mulino, 2003. ISBN 88-15-09555-1.
- Religione e scienza, in Libertà e Laicità (a cura di Marcello Pera), con il messaggio di Benedetto XVI, Cantagalli, Siena 2006, pp. 119-122. ISBN 88-8272-266-X.
- Calendario. Un anno in Italia, Milano, Libri Scheiwiller, 2008. ISBN 978-88-7644-567-5.
- Confini. Dialoghi sul cristianesimo e il mondo contemporaneo, con Camillo Ruini, Milano, Mondadori, 2009. ISBN 978-88-04-58310-3.
- Non rubare, con don Nini Barbato, con CD, Milano, AlboVersorio, 2009.
- Tre giorni nella storia d'Italia, Bologna, il Mulino, 2010. ISBN 978-88-15-13709-8.
- Storia del Corriere della Sera, a cura di, 2 voll., Milano, Rizzoli-Fondazione Corriere della sera, 2011. ISBN 978-88-96820-23-0, ISBN 978-88-96820-24-7.
- Pensare l'Italia, con Aldo Schiavone, Torino, Einaudi, 2011. ISBN 978-88-06-20579-9.
- Poesia civile e politica dell'Italia del Novecento, a cura di, Milano, BUR Rizzoli, 2011. ISBN 978-88-17-04539-1.
- Credere, tradire, vivere. Un viaggio negli anni della Repubblica, Bologna, Il Mulino, 2016. ISBN 978-88-15-26683-5.
- Il tramonto di una nazione. Retroscena della fine, Venezia, Marsilio, 2017. ISBN 978-88-31-72708-2.
- L'Italia ha un futuro, Roma, Castelvecchi, 2017. ISBN 978-88-69-44784-6.
- Speranze d'Italia. Illusioni e realtà nella storia dell'Italia unita, Bologna, Il Mulino, 2018. ISBN 978-88-15-27415-1.
- L'aula vuota. Come l'Italia ha distrutto la sua scuola, Venezia, Marsilio, 2019. ISBN 978-88-297-0029-5.
- Otto vite italiane, Venezia, Marsilio, 2022. ISBN 978-88-297-0748-5
- Una capitale per l'Italia. Per un racconto della Roma fascista, il Mulino 2024. ISBN 978-88-15-38758-5